# Солдат Ігор Володимирович
Ігор Володимирович Солдат (нар. 10 березня 1991) — український футболіст, крайній захисник футбольного клубу «Лісне».

## Життєпис

### Ігрова кар'єра
Займався футболом у кількох київських футбольних академіях («Відрадний», «ДЮСШ-15», «КСДЮШОР»), по завершенні яких у 2011 році підписав контракт з алчевською «Сталлю». Деб'ютним матчем гравця стала гра проти білоцерківського «Арсенала», де він вийшов на заміну. Першим матчем, де Ігор провів усі 90 хвилин на полі, став поєдинок проти кіровоградської «Зірки». Проте у сезоні 2011/12 років Солдат зіграв лише 5 матчів.
Значно більш успішним для футболіста став наступний сезон, коли він зіграв 27 матчів чемпіонату, допомігши команді завоювати срібні нагороди першої ліги Чемпіонату України з футболу. Не менш вдалим став і сезон 2013/14, коли він, разом з командою завоював бронзові нагороди першої ліги Чемпіонату України з футболу, відзначившись голами у ворота донецького «Олімпіка» та ФК «Суми».
Після завершення сезону 2013/14 років футболіст підписав контракт із донецьким «Металургом», проте затримався там ненадовго і восени 2014 року перейшов до складу «Гірника» з міста Кривий Ріг. В якому в ролі основного захисника провів два сезони (49 матчів — 1 гол), а 23 червня 2016 року отримав статус вільного агента через зняття команди з турніру.
На початку липня 2016 року став гравцем чернігівської «Десни», яка виступала в Першій лізі. Із чернігівцями захисник виграв срібні нагороди чемпіонату і по завершенню сезону покинув стан команди. У 2017 році підписав контракт із командою «Інгулець», за яку провів два сезони (44 матчі — 1 гол). 
У 2019 році перейшов до рівненського «Вереса», з яким здобув право виступати в Першій лізі в сезоні 2020/2021, а згодом і в рамках Прем'єр-ліги — вигравши золоті нагороди Першої ліги. У липні 2022 року підписав річний контракт із першоліговим «ЛНЗ» із Черкас, за який в сезоні 2022/23 провів 22 матчі і відзначився одним голом. У кінці червня 2023 року залишив команду.
Першу половину сезону 2023/24 провів у складі прем'єр-лігового клубу «Минай», а в січні 2024 року підписав контракт із першоліговим футбольним клубом «Буковина».

## Титули та досягнення

### Командні
- Переможець Першої ліги України: 2020/21
- Срібний призер Першої ліги України (2): 2012/13, 2016/17
- Бронзовий призер Першої ліги України (2): 2013/14, 2022/23
- Півфіналіст Кубка України: 2024/25

## Статистика виступів
Станом на 1 липня 2025 року
| Клуб        | Сезон   | Турнір  | Чемпіонат | Чемпіонат | Кубок | Кубок | Загалом | Загалом |
| Клуб        | Сезон   | Турнір  | Ігри      | Голи      | Ігри  | Голи  | Ігри    | Голи    |
| ----------- | ------- | ------- | --------- | --------- | ----- | ----- | ------- | ------- |
| «Сталь» (А) | 2011—12 | 1 Ліга  | 5         | 0         | 0     | 0     | 5       | 0       |
| «Сталь» (А) | 2012—13 | 1 Ліга  | 27        | 0         | 2     | 0     | 29      | 0       |
| «Сталь» (А) | 2013—14 | 1 Ліга  | 27        | 2         | 1     | 0     | 28      | 2       |
| «Сталь» (А) | Загалом | Загалом | 59        | 2         | 3     | 0     | 62      | 2       |
| «Гірник»    | 2014—15 | 1 Ліга  | 18        | 0         | 0     | 0     | 18      | 0       |
| «Гірник»    | 2015—16 | 1 Ліга  | 27        | 1         | 4     | 0     | 31      | 1       |
| «Гірник»    | Загалом | Загалом | 45        | 1         | 4     | 0     | 49      | 1       |
| «Десна»     | 2016—17 | 1 Ліга  | 7         | 0         | 2     | 0     | 9       | 0       |
| «Десна»     | Загалом | Загалом | 7         | 0         | 2     | 0     | 9       | 0       |
| «Інгулець»  | 2017—18 | 1 Ліга  | 28        | 1         | 0     | 0     | 28      | 1       |
| «Інгулець»  | 2018—19 | 1 Ліга  | 14        | 0         | 2     | 0     | 16      | 0       |
| «Інгулець»  | Загалом | Загалом | 42        | 1         | 2     | 0     | 44      | 1       |
| «Верес»     | 2019—20 | 2 Ліга  | 19        | 2         | 2     | 1     | 21      | 3       |
| «Верес»     | 2019—20 | плей-оф | 2         | 0         | 2     | 1     | 2       | 0       |
| «Верес»     | 2020—21 | 1 Ліга  | 28        | 2         | 4     | 0     | 32      | 2       |
| «Верес»     | 2021—22 | УПЛ     | 18        | 2         | 2     | 0     | 20      | 2       |
| «Верес»     | Загалом | Загалом | 67        | 6         | 8     | 1     | 75      | 7       |
| «ЛНЗ»       | 2022—23 | 1 Ліга  | 20        | 1         | —     | —     | 20      | 1       |
| «ЛНЗ»       | 2022—23 | плей-оф | 2         | 0         | —     | —     | 2       | 0       |
| «ЛНЗ»       | Загалом | Загалом | 22        | 1         | 0     | 0     | 22      | 1       |
| «Минай»     | 2023—24 | УПЛ     | 13        | 0         | 1     | 0     | 14      | 0       |
| «Минай»     | Загалом | Загалом | 13        | 0         | 1     | 0     | 14      | 0       |
| «Буковина»  | 2023—24 | 1 Ліга  | 10        | 0         | 0     | 0     | 10      | 0       |
| «Буковина»  | 2024—25 | 1 Ліга  | 12        | 0         | 1     | 0     | 13      | 0       |
| «Буковина»  | Загалом | Загалом | 22        | 0         | 1     | 0     | 23      | 0       |
| Усього      | Усього  | Усього  | 277       | 11        | 21    | 1     | 298     | 12      |

- Прем'єр-ліга: 31 матч - 2 голи;
- Перша ліга: 223 матчів - 7 голів;
- Друга ліга: 19 матчів - 2 голи;
- Плей-оф (стикові поєдинки): 4 матчі - 0 голів;